# Джордж Лакофф
Джордж Лакофф (англ. George Lakoff, фонетично більш правильний варіант Лейкофф, народився 24 травня 1941 року) — американський лінгвіст, професор когнітивної лінгвістики в Каліфорнійському університеті в Берклі. Заслужив популярність своїми ідеями про центральну роль метафори в мисленні індивіда, політичній поведінці і суспільного життя.

## Робота

### Переосмислення метафори
Свою кар'єру вченого, Лакофф почав спочатку як студент, а потім як викладач трансформаційної граматики, родоначальником якої вважається Ноам Чомскі. В кінці 60-х рр. XX ст. Лакофф з іншими студентами займається розробкою генеративної семантики, яка є альтернативою генеративного синтаксису Чомскі. В інтерв'ю Лакофф зізнається:

У цей період життя я намагався уніфікувати трансформаційну граматику Чомскі за допомогою формальної  логіки. Я допоміг розробити безліч деталей в теорії  граматики Чомскі. Ноам стверджував і, наскільки я можу судити, до сих пір стоїть на своєму - що синтаксис не залежить від значення, контекст а, наявних знань, пам'яті, когнітивних процесів, комунікативної інтенції, і людського тіла в цілому ... Ретельно опрацьовуючи деталі його ранньої теорії, я виявив кілька випадків, коли семантика, контекст та інші фактори втручаються в правила, що визначають синтаксичні варіанти фраз і  морфем. Я почав займатися альтернативною теорією з 1963 року у співпраці з прекрасними вченими, такими, як Джон Росс і Джим МакКолі, і працював над нею протягом 60-х рр.

Розбіжності і безперервні суперечки про лінгвістичні теоріях в ці роки отримало неформальну назву «лінгвістичні війни».
Оригінальні положення теорії Лакофф про концептуальної метафори були викладені в книзі Метафори, якими ми живемо в 1980 році.
Метафора, в західній традиції, вважалася винятково мовною конструкцією. Новаторство Лакофф полягає в тому, що він розглядає метафору як спочатку понятійну конструкцію, і визначає її центральне місце в процесі розвитку думки. Зокрема, він говорить: «Наша повсякденна понятійна система, з точки зору того, як ми мислимо і діємо, суть метафорична за своєю природою».
Неметафорична думка, згідно Лакоффа, можлива тільки коли ми говоримо про фізичну реальність. Чим більше індивід абстрагується, тим більше метафоричних верств потрібно для вираження думки. Однак люди не помічають ці метафори з різних причин. Наприклад, однією з причин є той факт, що багато метафор стали «мертвими», і зараз ми вже не можемо визначити їх походження. Ще одна, більш банальна причина полягає в тому, що ми просто «не бачимо, що відбувається».
Так, наприклад, в інтелектуальних дебатах основною визначальною метафорою є «Argument is war» - «суперечка є битва»:
- Your claims are indefensible - Ваша позиція виглядає беззахисною.

- Не attacked every weak point in my argument - Він нападав на кожне слабке місце в моїй аргументації

- His criticisms were right on target - Його критичні зауваження били точно в ціль

- I demolished his argument - Я розбив його аргументацію

- I've never won an argument with him - Я ніколи не перемагав в суперечці з ним

- You disagree? Okay, shoot! - Ви не згодні? Відмінно, ваш постріл!

- If you use that strategy, he'll wipe you out - Якщо ви будете слідувати цій стратегії, він вас знищить

- Не shot down all of my arguments - Він розбив всі мої доводи

Для Лакоффа розгортання думки являє собою розвиток більш складних метафор. Накладення однієї галузі знань на іншу є джерелом нових видів відчуття і розуміння.

### Лінгвістичні війни
Лакофф розпочав свою кар'єру як студент, а потім викладач теорії трансформаційної граматики, розроблений професором Массачусетського технологічного інституту Ноамом Чомскі. В кінці 1960-х років він разом з іншими розвивав генеративну семантику [4] як альтернативу генеративному синтаксису Чомскі. В інтерв'ю він заявив:

У той період я намагався об'єднати трансформаційну граматику Чомскі з формальною логікою. Я допоміг розробити багато ранніх деталей теорії граматики Чомскі. Ном тоді заявив про це - і, як я можу сказати, все ще робить, що синтаксис не залежить від сенсу, контексту, фонового знання, пам'яті, пізнавальної обробки, комунікативного наміру та кожного аспекту тіла ... У роботі через деталі його ранньої теорії я знайшов чимало випадків, коли семантичний, контекст та інші подібні фактори вводяться в правила, що регулюють синтаксичні входження фраз і морфем.
Заява Лакоффа про те, що Чомскі заявляє про незалежність між синтаксисом та семантикою, була відхилена Чомскі, який дав приклади з його роботи, де він говорить про зв'язок між семантикою та синтаксисом. Чомскі виходить далі і стверджує, що Лакофф "практично не розуміє роботи, яку він обговорює." Його розбіжності з Чомскі спричинили жорстокі, різкі дебати серед лінгвістів, які називалися "лінгвістичними війнами".

За словами Лакоффа, навіть математика суб'єктивна для людського вигляду та її культур: таким чином "будь-яке питання математики, притаманного фізичній дійсності, є суперечливим, оскільки немає можливості знати, чи є це". Тим самим він каже, що немає нічого поза структурами мислення, які ми отримуємо від нашого втіленого розуму, що ми можемо використати, щоб "довести", що математика є якось поза біологією. Лакофф і Рафаель Енн Нуньєс (2000) стверджують, що математичні та філософські ідеї краще зрозумілі в світлі втіленого розуму. Отже, філософія математики повинна розглядати сучасне наукове розуміння людського тіла як фундаментальної онтології і відмовитися від самореференційних спроб накласти операційні компоненти математики на щось інше, ніж на "м'ясо".
Математичні рецензенти, як правило, критикували Лакоффа та Нуньеса, вказуючи на математичні помилки [необхідне посилання]. Лакофф стверджує, що ці помилки були виправлені в наступних виданнях [необхідне посилання]. Хоча їхня книга намагається спростувати деякі з найбільш загальноприйнятих поглядів у філософії математики та поради щодо того, як ця галузь може протікати, вони все ще повинні викликати більшу реакцію самих філософів математики. [Потрібна цитата] Невелика громада, що спеціалізується в психології математичного навчання, до якого належить Нуньес, звертає увагу.
Лакофф також стверджував, що ми повинні залишатись агностиками щодо того, як математика як-то загорнута сама сутність Всесвіту. На початку 2001 року Лакофф розповів Американській асоціації про розвиток науки (AAAS): "Математика може бути або не існує в світі, але немає такого способу, який ми науково могло би сказати". Це тому, що структури наукового знання не "там", а скоріше у нашому мозку, виходячи з деталей нашої анатомії. Тому ми не можемо "сказати", що математика є "там", не покладаючись на концептуальні метафори, коріння в нашій біології. Ця заява перешкоджає тим, хто вважає, що дійсно є спосіб, який ми можемо "розповісти". Фальсифікація цієї претензії є, мабуть, центральною проблемою в когнітивній науці математики, полем, яке намагається встановити фундамент онтології на основі людського пізнавального та наукового процесу.

Дж. Лакофф представляє цю модель у вигляді діаграми. На ній увесь всесвіт розділений на чотири чітко окреслені взаємовиключні сфери, представлені прямокутниками. Це все називається базовою моделлю. Вона говорить нам про те, що є чотири сфери, які відрізняються одна від одної. Три з них мають внутрішню структуру, яка включає центральний елемент. Елементи дослідник позначає квадратиками. Четверта сфера не має внутрішньої структури. Центри сфер базової структури структуровані за допомогою того, що ми називаємо моделлю основної опозиції: «люди чол. статі VS люди жін.статі, чи центр класу І VS центр класу ІІ, люди VS їстівні рослини, чи центри класів І і ІІ VS центр класу ІІІ».
Всередині базової моделі є ланцюжкова структура. Проте, вона не має визначених характеристик, які розділяли б всі члени категорій.
Для того, щоб описати цю систему, потрібно:
- Базову модель, в даному випадку дуже просту. Вона визначає, що є  чотири категорії і що в четверту увійшло все те, що залишилось поза першими трьома;
- Свідчення про те, які субкатегорії перших трьох категорій є  центральними, або найбільш типовими;
- Модель основної опозиції, яка структурує центри категорій по відношенню один до одного; наприклад, чол. стать протиставлена жін. статі;
- Свідчення про принципи ланцюжкового зв’язку, в даному випадку про наявність принципу сфери досвіду;
- Короткий список виключень, які розподіляються у відповідності з моделлю основної опозиції; наприклад, такі то об’єкти, які повинні були увійти в категорію з чоловіками в центрі, увійшли в категорію, в центрі якої жінки, і навпаки.

Коли Лакофф стверджує, що розум за своєю суттю «тілесний», він доводить залежність мислення індивіда, аж до самих абстрактних міркувань, від таких конкретних і «низькорівневих» коштів як сенсорно-рухова система і  емоції . Отже, дана тілесність заперечує не тільки дуалізм відносин  мислення і  матерії, але також твердження про те, що людський розум може бути пізнаний не вдаючись до основоположних «виконавчим елементам».
Лакофф наводить три додаткових окремих аргументів на користь тілесності розуму. По-перше, використовуючи свідоцтва з нейрології та моделювання  нейронної мережі, він доводить, що певні  концепти, такі як колір або просторові відносини (напр. «Червоний» або « над »), можуть бути практично повністю вивчені і зрозумілі в результаті дослідження опорно-рухових процесів і процесів  сприйняття.
По-друге, ґрунтуючись на  аналізі метафоричної мови в рамках  когнітивної лінгвістики, він доводить, що в основі  міркувань, які ми використовуємо при описі таких абстрактних тем як війна, економіка або мораль, якимось чином опиняються такі буденні предмети розмови, як просторові відносини.
І, нарешті, ґрунтуючись на дослідженнях в області  когнітивної психології і  філософії мови, Лакофф доводить, що лише мала частина категорій, що використовуються людиною, належать до «чорно-білого типу», який піддається аналізу в певних і істотні умови. Навпаки, більшість категорій представляються набагато більш складними, як наші тіла.
«Ми є істоти, які залежать від нервової системи», - стверджує Лакофф, «Наш мозок отримує дані від інших частин нашого тіла. Те, як виглядають наші тіла, і то, як вони функціонують в навколишньому світі, таким чином, визначає структуру концептів, якими ми мислимо. Ми не можемо думати що-небудь - тільки те, що дозволяє нам наш тілесний розум ».

- Метафора

- Лакофф Д., Джонсон М. Метафоры, которыми мы живем, М. 2004
- Лакофф Д., Женщины, огонь и опасные вещи: Что категории языка говорят нам о мышлении, М. 2004

- 2003 (1980) with Mark Johnson. Metaphors We Live By. University of Chicago Press. 2003 edition contains an 'Afterword'.
- 1987. Women, Fire, and Dangerous Things: What Categories Reveal About the Mind. University of Chicago Press. ISBN 0-226-46804-6.
- 1989 with Mark Turner. More Than Cool Reason: A Field Guide to Poetic Metaphor. University of Chicago Press.
- 1996. Moral Politics. University of Chicago Press. (Published with two different subtitles; click on the title for more information.)
- 1999 (with Mark Johnson). Philosophy In The Flesh: the Embodied Mind and its Challenge to Western Thought. Basic Books.
- 2000 (with Rafael Núñez). Where Mathematics Comes From: How the Embodied Mind Brings Mathematics into Being. Basic Books. ISBN 0-465-03771-2.
- 2004. Don’t Think of an Elephant: Know Your Values and Frame the Debate. Chelsea Green Publishing.
- 2005, "A Cognitive Scientist Looks at Daubert, " American Journal of Public Health.
- 2006. Whose Freedom? : the battle over America’s most important idea. Farrar, Straus and Giroux.
- 2006. Thinking Points: Communicating Our American Values and Vision.
- 2009. The Political Mind: A Cognitive Scientist’s Guide to Your Brain and Its Politics.

1. 
2. 
3. 
4. 
5. 
6. 

- Офіційний сайт 
- Публікації на C-SPAN